# Cité épiscopale de Fréjus
La cité épiscopale de Fréjus est classée Monument Historique depuis 1908. L'évêché date du IVe siècle. Il est le plus ancien du Var et le second de France après Lyon. 
Le groupe épiscopal comporte : un    baptistère paléochrétien, un narthex du Ve siècle qui supporte le clocher, l'église Notre-Dame (cathédrale), l'église Saint-Etienne accolée à la précédente, le cloître avec une citerne en son milieu, la maison du prévôt et un cellier.
Construit entre le XIIIe siècle et le XIVe siècle, le palais épiscopal gothique est reconstruit après 1838. Il a un aspect fortifié :
- Au nord-est et sur le chevet de la cathédrale, se trouve la « tour Riculphe » avec ses mâchicoulis en très bon état.
- Au sud-est, se trouve une tour qui n'est plus crénelée comme les autres. C'était le lieu d'une ancienne chapelle « Saint-André » avec deux travées d'ogives du XIVe siècle.

À l'ouest, l'ancienne façade (détruite en 1825) du palais était à 20 m de plus vers l'avant par rapport à la façade de l'actuelle Mairie (façade ocre). Elle est matérialisée dans le dallage et le mur de la façade sud de la cathédrale (à droite de l'entrée).

## Galerie

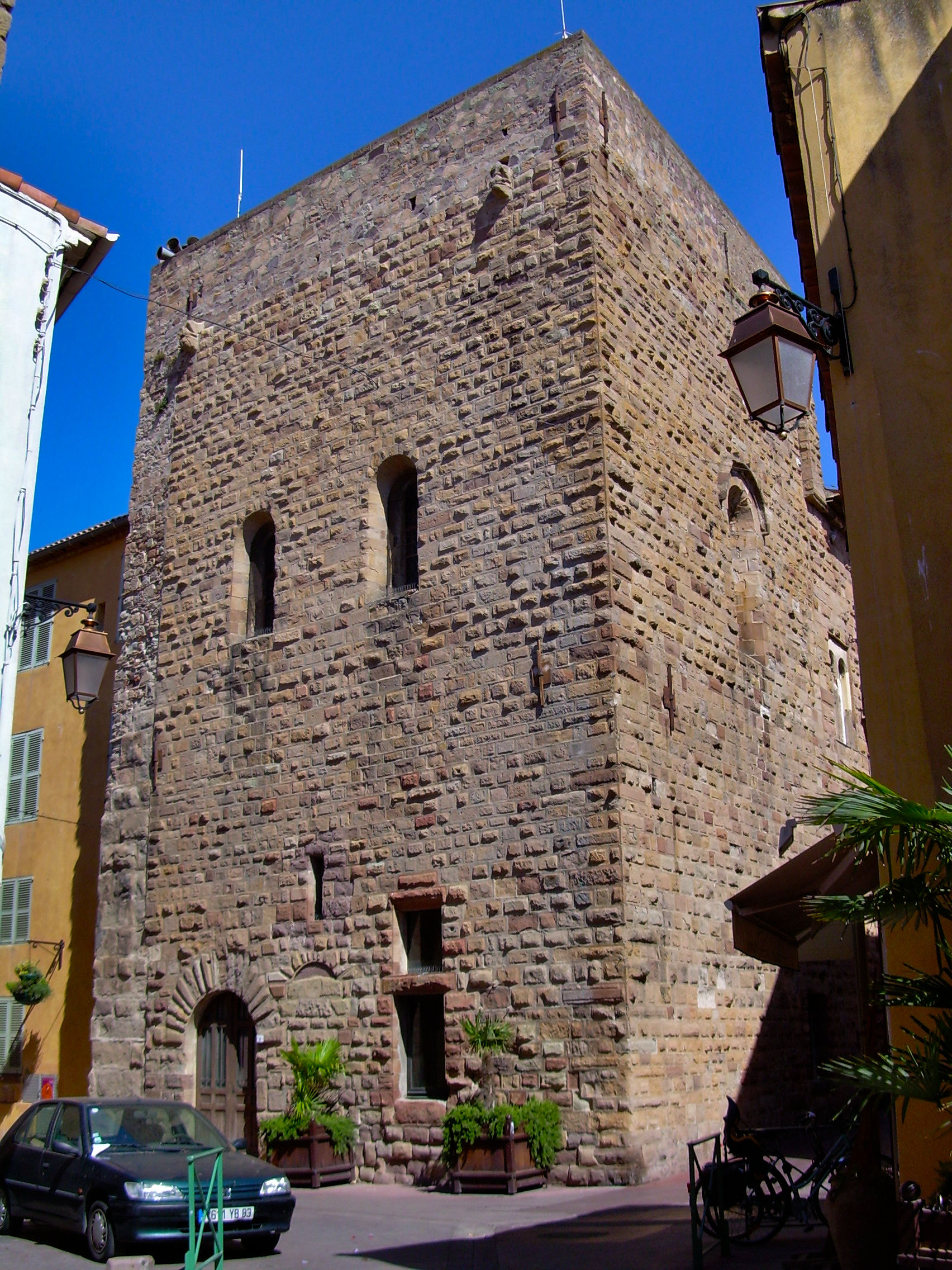
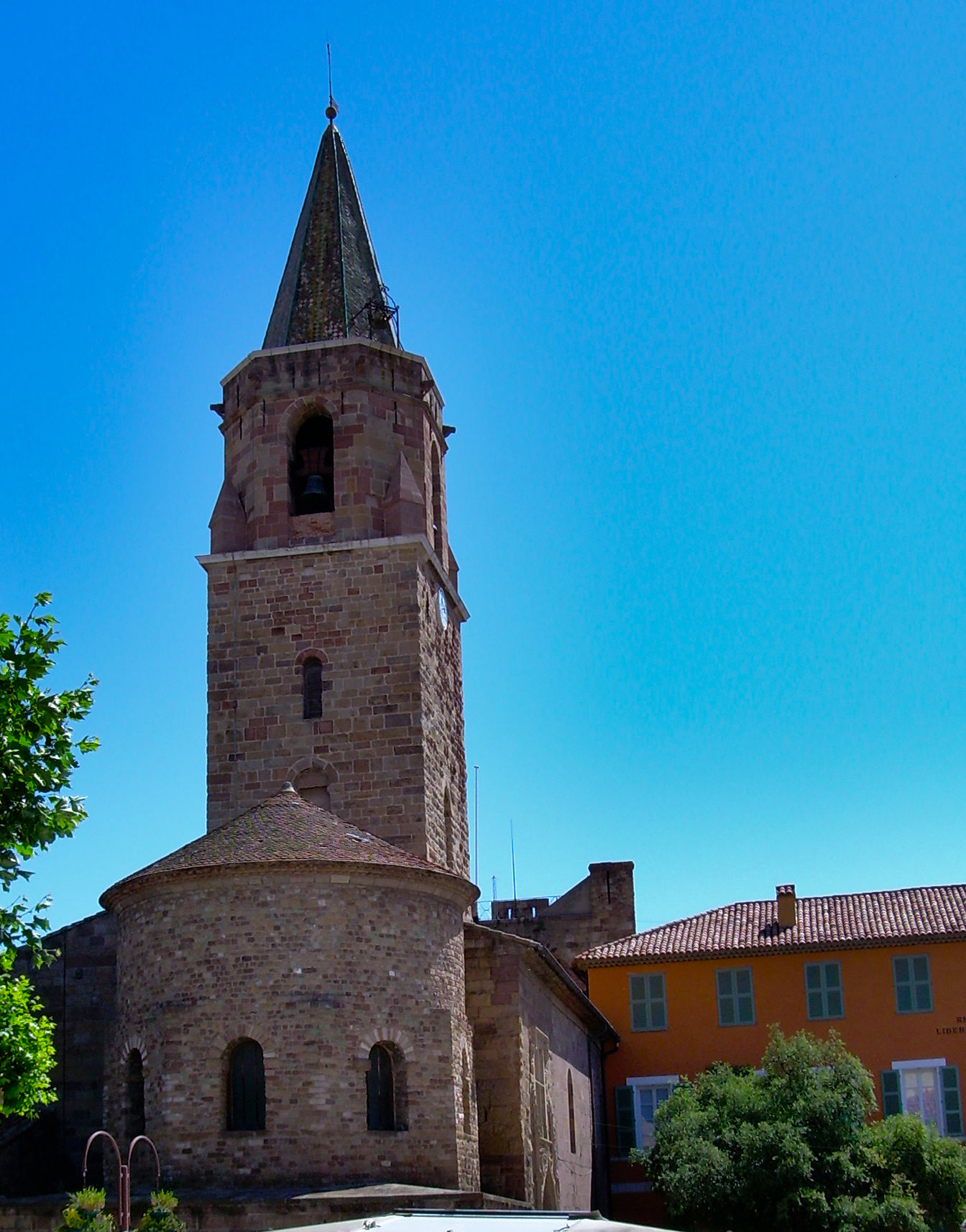